# Kira Wittmann
Kira Wittmann (* 13. Juli 2000 in Vechta) ist eine deutsche Leichtathletin, die sich auf den Dreisprung spezialisiert hat.

## Karriere
Nachdem sie sich 2019 noch im Trikot vom SV Quitt Ankum bei den deutschen U23-Meisterschaften in Wetzlar die Silbermedaille im Dreisprung sichern konnte, wurde Kira Wittmann vom Deutschen Leichtathletik-Verband für die Leichtathletik-U20-Europameisterschaften 2019 in Borås nominiert und nahm dort im Dreisprung teil. Im Ryavallen erreichte sie das Finale und belegte dort mit 13,17 m den vierten Platz. Nach der Saison 2019 wechselte sie von ihrem Heimatverein zur LG Göttingen, wo sie gemeinsam mit Neele Eckhardt-Noack und Merle Homeier eine Trainingsgruppe bildete. Im Jahr 2021 durfte Kira Wittmann erneut internationale Erfahrungen im Junioren-Bereich sammeln und startete bei den Leichtathletik-U23-Europameisterschaften 2021 in Tallinn. Dabei ging sie im Kadrioru staadion beim Dreisprung-Wettbewerb an den Start und erreichte das Finale. Dort belegte sie mit 13,19 m den siebten Platz.
Bei den deutschen Hallenmeisterschaften 2022 in Leipzig konnte Kira Wittmann im Dreisprung-Wettbewerb eine Weite von 13,56 m erzielen und sicherte sich mit der Bronzemedaille hinter Jessie Maduka und Neele Eckhardt-Noack ihre erste nationale Medaille im Erwachsenenbereich. Ein Jahr später bei den Hallenmeisterschaften in Dortmund knackte sie mit 14,08 m erstmals die 14-Meter-Marke und sicherte sich vor Maria Purtsa und Kristin Gierisch den deutschen Hallenmeistertitel im Dreisprung.

## Bestleistungen
- Dreisprung (Freiluft): 13,90 m am 23. Juli 2022 in  Bochum[3]
- Dreisprung (Halle): 14,08 m am 18. Februar 2023 in  Dortmund[3]